# Alan D. Schnitzer

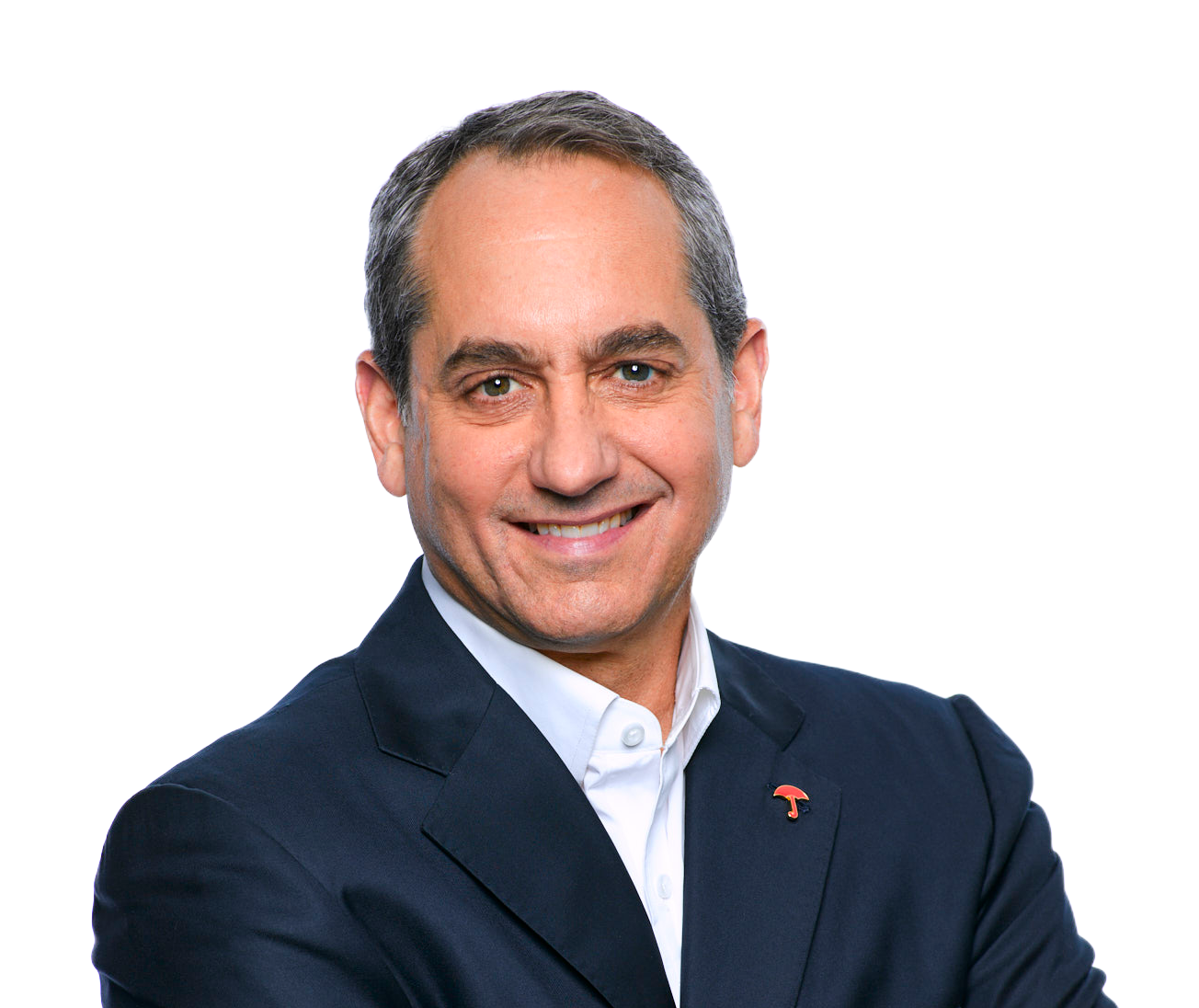
Alan Schnitzer

Alan D. Schnitzer (* 1965) ist ein US-amerikanischer Manager und Rechtsanwalt.

## Leben
Schnitzer studierte an der Wharton School und an der Columbia Law School Rechtswissenschaften. Als Rechtsanwalt war er Partner in der Kanzlei Simpson Thacher & Bartlett LLP. 2007 wurde er Vizepräsident des Unternehmens Travelers. Schnitzler leitet als CEO seit Juli 2014 das US-amerikanische Versicherungsunternehmen Travelers mit rund 30.900 Mitarbeitern.

## Preise und Auszeichnungen (Auswahl)
- Metropolitan Museum of Art’s Business Committee Civic Leadership Award